# Приближан положај (филм)
Приближан положај (енгл. Dead Reckoning) је амерички филм из 1947. године са Хамфријем Богартом и Лизабет Скот у главним улогама.

## Улоге
| Глумац          | Улога                                 |
| --------------- | ------------------------------------- |
| Хамфри Богарт   | капетан Ворен „Рип“ Мердок            |
| Лизабет Скот    | Корал „Дасти“ Чендлер                 |
| Морис Корновски | Мартинели                             |
| Чарлс Кејн      | поручник Кинкејд                      |
| Вилијам Принс   | наредник Џони Дрејк/Џон Џозеф Престон |
| марвин Милер    | Краус                                 |
| Волас Форд      | Макги                                 |
| Роберт Скот     | вођа банде                            |